# Wazzani
Al Wazzani (Al-Ouazzani), de asemenea, cunoscut sub numele arab de Louaize, este un mic sat libanez din districtul Hasbaya al guvernoratului Nabatiye, de pe malurile râului Hasbani. Satul este situat la aproximativ 1 km de Izvorul Wazzani, un afluent major ai  râului Hasbani, care este un curs de apă, afluent al râului Iordan. Satul are aproximativ 200 de locuitori.
În 2001, guvernul libanez a instalat o mică stație de pompare cu o foraj de 10 cm în apropierea satului, pentru a furniza apă satului, precum și satele din apropiere al-Teiba și Ghajar. În martie 2002, Libanul a deturnat, de asemenea, o parte din Hasbani pentru a aproviziona satul Wazzani, o acțiune despre care prim-ministrul israelului de atunci, Ariel Sharon, a spus că este un „casus belli” și ar putea duce la război. Stația de pompare a fost distrusă în timpul războiului din Liban din 2006.